# Conservatorio Superior de Música de Castilla-La Mancha
El Conservatorio Superior de Música de Castilla-La Mancha (CSMCLM) es la escuela superior de música de la comunidad autónoma de Castilla-La Mancha, con sede en la ciudad española de Albacete, donde se imparten las enseñanzas superiores (equivalentes a universitarias) de música.
La más alta institución musical de Castilla-La Mancha es miembro de la Asociación Europea de Conservatorios y actualmente imparte las especialidades de Interpretación en 16 instrumentos, Composición y Dirección de Banda, titulación que se imparte únicamente en España en este conservatorio.
El Conservatorio Superior de Música de Castilla-La Mancha es la culminación de una extensa red de conservatorios y escuelas de música de diferentes niveles, repartidos por toda la comunidad autónoma, en los que estudian cerca de 15000 alumnos.

## Historia

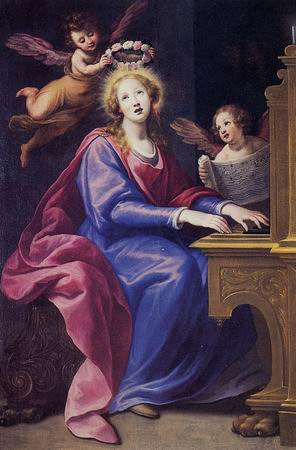
Cada 22 de noviembre se celebra Santa Cecilia, patrona de los músicos. En la imagen, Santa Cecilia canta y toca el órgano.

La fundación del Conservatorio Superior de Música de Castilla-La Mancha tuvo lugar el 4 de julio de 2013, fruto de la colaboración entre el Ayuntamiento de Albacete, la Diputación Provincial y la Junta de Comunidades de Castilla-La Mancha. Comenzó su andadura en el curso 2013-2014 con 34 alumnos y 20 profesores impartiendo la especialidad de interpretación en 13 instrumentos: clarinete, flauta travesera, oboe, percusión, saxofón, trombón, trompa, trompeta, tuba, violín, violoncello, piano y guitarra. 
Miguel Ángel Orero García fue elegido como el primer director en la historia del centro, con José Antonio García Sevilla como jefe de estudios y Pedro Jesús Gómez como secretario. Su ubicación provisional está situada en el Conservatorio Profesional de Música Tomás de Torrejón y Velasco de Albacete, a la espera de conocer su ubicación definitiva.
El 22 de noviembre se celebra el Día de los Músicos en honor a su patrona Santa Cecilia. El Conservatorio celebró su primer Concierto de Navidad el 17 de diciembre de 2013. A lo largo del curso se celebran múltiples audiciones y conciertos de los distintos instrumentos, tanto en el Auditorio del Conservatorio como en toda Castilla-La Mancha, como los que tienen lugar durante la Semana de Música Antigua del CSMCLM. 
El 6 de marzo de 2014 el Conservatorio acogió la grabación de la banda sonora de la película Mejor pídelo tú realizada por el compositor y profesor de Orquesta del centro José Alberto Pina, nominado a los premios Hollywood Music Awards 2013, y ejecutada por la Orquesta del CSMCLM. Cada año el CSMCLM celebra una Jornada de Puertas Abiertas dirigida fundamentalmente a los futuros alumnos y profesores con el objetivo de conocer el centro y su funcionamiento durante el mes de abril. El 20 de junio de 2014 tuvo lugar el primer Concierto de Clausura (de curso) del CSMCLM. 
En 2017 se graduó la primera promoción de alumnos del Conservatorio Superior de Música de Castilla-La Mancha.
El 6 de marzo de 2022 se presentó el proyecto de construcción del nuevo edificio del Conservatorio Superior de Música de Castilla-La Mancha con una inversión de 8,9 millones de euros procedentes de fondos FEDER.

## Localización y accesos
El Conservatorio Superior se encuentra en la zona centro de la ciudad de Albacete, concretamente en el número 25 de la calle Zapateros. 

### Transporte público
En autobús urbano, el centro queda conectado mediante las siguientes líneas:
| Línea | Trayecto                                                | Recorrido                                                         | Frecuencia    | Paradas cerca del CSM                                           |
| ----- | ------------------------------------------------------- | ----------------------------------------------------------------- | ------------- | --------------------------------------------------------------- |
|       | Campus UCLM-Vereda                                      | Recorrido Archivado el 1 de noviembre de 2014 en Wayback Machine. | 12-18 minutos | 18 (Ayuntamiento)                                               |
|       | Pedro Lamata-Cañicas-Centro Comercial Imaginalia        | Recorrido Archivado el 22 de febrero de 2014 en Wayback Machine.  | 11-22 minutos | 17 (Ayuntamiento), 18 (San Sebastián) y 19 (Isabel La Católica) |
|       | Campus UCLM-Hospital Universitario del Perpetuo Socorro | Recorrido Archivado el 22 de febrero de 2014 en Wayback Machine.  | 12-18 minutos | 24 (Ayuntamiento)                                               |

## Especialidades
El centro imparte las siguientes especialidades:
- Interpretación: 
  - Clarinete
  - Contrabajo
  - Fagot
  - Flauta travesera
  - Oboe
  - Percusión
  - Saxofón
  - Trombón
  - Trompa
  - Trompeta
  - Tuba
  - Viola
  - Violín
  - Violonchelo
  - Piano
  - Guitarra

- Dirección
  - Dirección de banda (especialidad que se imparte únicamente en España en este conservatorio)[2]

- Composición

## Departamentos
El CSMCLM se estructura en los siguientes departamentos docentes:
- Departamento de Piano
- Departamento de Cuerda
- Departamento de Viento Metal y Percusión
- Departamento de Viento Madera
- Departamento de Teoría, Composición y Orquesta
- Departamento de Relaciones Internacionales y Programas Europeos (Erasmus+)

## Instalaciones
El centro está ubicado de forma provisional en las instalaciones del Conservatorio Profesional de Música Tomás de Torrejón y Velasco de Albacete hasta la construcción de su nueva sede. 
El edificio cuenta con 43 aulas y 20 estudios, distribuidos en planta baja y dos plantas de altura. El Conservatorio Superior dispone de auditorio con capacidad para 178 personas.

## Agrupaciones
El Conservatorio cuenta con varias agrupaciones musicales como la Orquesta Sinfónica, la Banda Sinfónica, el Grupo de Metales o el Grupo de Percusión.